# Radamaea montana
Radamaea montana är en snyltrotsväxtart som beskrevs av George Bentham. Radamaea montana ingår i släktet Radamaea och familjen snyltrotsväxter. Inga underarter finns listade i Catalogue of Life.